# Charta
Charta  es un municipio colombiano del departamento de Santander ubicado en la provincia de Soto Norte. Es conocido como el «Rincón Florido de Santander».

## Historia
Don José Cotte y don Antonio Beney fueron los más ricos e importantes terratenientes de Charta. Beney era hijo de un inglés que llegó durante el proceso de separación de la Nueva Granada con España y trabajó en las minas de La Baja. De su matrimonio con doña Gregoria Ortega nació doña Martina Beney, esposa de don Miguel Camargo Ortega. Doña Martina no tuvo un matrimonio feliz; su esposo no fue un ejemplo de virtudes y autoridad, y su único hijo, don Juan Francisco, murió en la flor de la edad. 
La gran fe religiosa de doña Martina la hacía soñar con la construcción de una Capilla en el Valle de Charta, donde ella había visto correr los días de su niñez tranquila y plácida, y donde más tarde había visto caer en su cabeza la nieve de los años, que llamó el poeta “flores de la tumba”. En su testamento legó el lote de tierra que había de servir para la edificación de la Iglesia, la Casa Cural y los locales de la escuela. Así fueron cumplidos los sueños de Doña Martina, al poco tiempo de sus contornos con numerosos moradores.
El Presbítero don Antonio María Andrade, cura de Matanza, hasta el año de 1909, había mimado mucho a los buenos charteros y había alentado su voluntad en relación con el proyecto de levantar una Capilla. Más tarde, de 1913 a 1914, los presbíteros Antonio Quintero y Ramón María Vera celebraron las misas en la residencia particular de don Manuel Salvador Bueno. En 1913 se dio inicio a los trabajos con los señores José Rojas L. y José Ángel Suárez.
La señora Trina de Pabón regaló la primera novilla, cuyo producto se dedicó a la obra citada. Los señores Esteban Flórez y Emeterio Camacho fueron los primeros albañiles. En el año de 1908 se había creado el corregimiento de Charta, y por ese tiempo y bajo la dirección de la señora Chiquinquirá Parra de Pabón, empezó a funcionar la primera escuela en el sitio de “La Meseta”. En 1913 se fundó una escuela de varones bajo la dirección de don José Rojas L., quien fue el propulsor más desinteresado y entusiasta de cuanto se hizo en esta región.
El presbítero doctor don Andrés Avelino Cote, párroco de Matanza, trabajó con tesón y con la discreción que lo caracterizaba para obtener la creación de la nueva parroquia. El 8 de noviembre de 1924 tomó posesión de la parroquia el primer sacerdote y fundador, venerable Señor doctor Adolfo García Cadena, que a los pocos días bendijo el cementerio. Las primeras campanas habían sido compradas al señor cura de California en $40 pesos (mcte). El 16 de mayo de 1926 se estrenaron unas campanas fabricadas en Bucaramanga por don Antonio Peralta.
En este año se compró a don Rafael Bayona un terreno situado en el costado derecho de la Iglesia, con destino al futuro ensanche del templo parroquial. En 1925 se inauguró la oficina postal y en 1927 se inauguró la oficina telegráfica. El 1 de diciembre de 1927 se constituyó el municipio de Charta, en virtud de la ordenanza 27 de 1927 de la Asamblea de Santander. Este fue primer proyecto de ordenanza realizado por el diputado don Alfredo García Cadena, siendo efectivo gracias al desinterés y valioso esfuerzo de los doctores Emilio Pradilla, Leonardo Mantilla y el señor don Juan Francisco Uribe. 
En 1928 se compró al presbítero don Andrés Avelino Cote un lote de terreno para ensanchar el Cementerio que era ya insuficiente. En 1929 se instaló el teléfono que comunica a Charta con la vereda Pirita.

## Geografía
- Altitud: 2.185 metros.
- Latitud: 07º 17' 03" n
- Longitud: 072º 58' 10" O

Municipio santanderano ubicado en la provincia de Soto Norte a 38 kilómetros de la ciudad de Bucaramanga; se encuentra a 2185 metros sobre el nivel del mar, su actividad principal es la producción de lácteos y el cultivo de la mora. Es denominado «Rincón Florido de Santander» por poseer un clima que permite el florecimiento continuo de las plantas. Charta es una importante fuente hídrica para la capital santandereana. 

### Límites
- Norte: con Suratá y Matanza.
- Sur: con Tona.
- Oriente: con el municipio de California y Vetas.
- Occidente: con Matanza y Bucaramanga.

## Sitios de interés
Se destacan dentro de sus lugares naturales destinados al ecoturismo las "Cascadas del Tamarindo".

## Transporte público
Desde Bucaramanga: Esta ruta es cubierta por la Empresa Flota Cachira. Horarios de Salida: 5:30 a. m. - 12:30 p. m. y 4:30 p. m.- Tiempo de viaje: 1 hora + 40 minutos - El bus se puede tomar en la Carrera 16 N° 24-50 de Bucaramanga. Valor del Pasaje: 11.000 pesos colombianos (Año 2024)
Ruta Charta - Bucaramanga: Horario de Salida:  5:00 a. m. - 11:30 p. m. y 4:30 p. m.  Valor del Pasaje: 11.000 pesos colombianos (Año 2024)